# Сомчај Вонгсават
Сомчај Вонгсават (тај. สมชาย วงศ์สวัสดิ์; Накхон Сри Тамарат, 31. август 1947) је тајландски политичар и бивши премијер Тајланда од 18. септембра до 2. децембра 2008.
Сомчај Вонгсават је дипломирао право и дуго је радио у правосудном систему Тајланда а касније је био на положају сталног секретара Министарства правде и Министарства рада. Његова супруга је сестра бившег премијера Тајланда Таксина Шинаватре.
Године 2006. због старости је дао оставку у влади и посветио се друштвеним активностима. Но, ускоро се вратио у политику, заузимајући место заменика лидера Странке народне власти 2007. Следеће године је постао први потпредседник владе.
Током озбиљне политичке кризе у Тајланду, након оставке премијера Самака Сундаравеја, од 2. септембра 2008, вршио је дужност премијера Тајланда, а 17. септембра парламент га је изабрао за новог премијера.
Дана 2. децембра 2008. уставни суд Тајланда је забранио Вонгсавату бављење политиком на пет година, након чега је он поднео оставку.